# Данилов, Александр Олегович
Алекса́ндр Оле́гович Дани́лов (род. 1991) — российский военнослужащий, гвардии капитан, командир роты морской пехоты, Герой Российской Федерации (2022).

## Биография
Александр Данилов родился в Рязани, в семье военных. Его отец — ветеран Воздушно-десантных войск. Александр поступил в Ульяновское суворовское военное училище, а затем в Рязанское гвардейское высшее воздушно-десантное командное училище. После окончания училища, он получил назначение в бригаду морской пехоты в Петропавловске-Камчатском, где с 2013 года и служил.
С апреля 2022 года участвовал во вторжении России на Украину.

## Награды
- медаль «Золотая Звезда» Героя Российской Федерации
- орден Мужества
- медали